# Odrimont Challenger
L'Odrimont Challenger è stato un torneo professionistico di tennis giocato su campi in terra rossa. Faceva parte dell'ATP Challenger Series. Si è giocata una sola edizione a Odrimont, località nel comune belga di Lierneux.

## Albo d'oro

### Singolare
| Anno | Campione   | Finalista      | Punteggio     |
| ---- | ---------- | -------------- | ------------- |
| 1989 | Bart Wuyts | Olivier Soules | 0–6, 6–3, 6–1 |

### Doppio
| Anno | Campioni                          | Finalisti                           | Punteggio |
| ---- | --------------------------------- | ----------------------------------- | --------- |
| 1989 | Xavier Daufresne Denis Langaskens | Per Henricsson Srinivasan Vasudevan | 6–4, 6–2  |